# Ованес Торосян
Ованес Торосян (на арменски: Հովհաննես Թորոսյան) е български актьор, режисьор и драматург от арменски произход.

## Биография
Роден е на 7 декември 1986 г. в Ереван, Армения. През 1993 г., заради военния конфликт в Нагорни Карабах, заедно със семейството си се установява в София. Брат му Тигран Торосян също е актьор. Учи в 76 ОУ „Уилям Сароян“. Завършва актьорско майсторство за драматичен театър в НАТФИЗ през 2009 г. в класа на проф. Пламен Марков и Ивайло Христов. През 2016 г. завършва театрална режисура в НАТФИЗ.
Съосновател е на театър „Реплика“. Играе на сцените на Народния театър, Драматичен театър „Стефан Киров“ в Сливен, Сатиричен театър „Алеко Константинов“, Модерен театър, Театрална работилница „Сфумато“, Червената къща, Младежки театър „Николай Бинев“ и театър „Азарян“.
Играе и на сцената на Театър 199 в моноспектакъла „Тигър и дракон“ от Йоана Мирчева, постановка – Юрий Дачев.

## Постановки
Ованес Торосян се занимава с документален, импровизационен театър и режисура:
- „Пухеният“
- "Заполярная правда (истина...Отвъд полярния кръг)' по Юрий КЛавдиев, в театър „Реплика“
- „Да играеш жертвата“, по Братя Преснякови, в Модерен театър.
- „Животът се получи“, по Павел Пряжко, в Театър „Реплика“
- „Разкази от лудницата“, по Ан-Мари де Мамбро, в Театрална работилница „Сфумато“
- „Януари“, по Йордан Радичков, в театър „Н.А.Т.Ф.И.З“
- „Разкази от лудницата (панаир на младите 2016)“, по Ан-Мари де Мамбро, в Младежки театър „Николай Бинев“
- „Безсъщност“, по Борис Зафиров, в Център за култура и дебат „Червената къща“
- „Дани и дълбокото синьо море: танц на апашите“, по Ованес Торосян, в театър „Възраждане“
- „Февруари“, по Ованес Торосян, в Театрална работилница „Сфумато“
- „Вишнева градина“, по Антон Павлович Чехов, в Младежки театър „Николай Бинев“
- „Март“, по Пьотор Гладилин, в театър „Възражд“ане"
- „SHHARLOTA“, по Пьотор Гладилин, в театър "Non grata
- „Елхата у Иванови“ по Александър Вадденски, в Театър „Реплика“
- „Предградие“ по Ерик Богосян, в Продуценска къща „Креди Арте“
- „Драконът“ по Евгений Шварц, в театър „София“
- „Заговорът на Калигула“ по Стефан Цанев, в Продуценска къща „Креди Арте“
- „Game over“ по Ованес Торосян, в Драматичен театър „Стоян Бъчваров“
- „Истории от Старата България“
- „Белградска трилогия“
- „Анархия в Бавария“
- „Идиот 2012“
- „Балканска“
- „Хамлет“
- „Колега“
- „Обърни се с гняв назад“
- „Лейтенантът от Инишмор“
- „Мечтата на Наташа“
- „Записки на един луд“
- „Импровизирай това!“
- „Състояние на нацията“
- „Да бъде или не?“
- „Животът се получи“
- „Ние.бг“
- „Чайка“
- „Тигър и дракон“

## Филмография
| филм                                            | роля             | година |
| ----------------------------------------------- | ---------------- | ------ |
| „Военен кореспондент“                           | момчето от влака | 2008   |
| „Всичко за теб“                                 |                  | 2008   |
| „Източни пиеси“                                 | Георги           | 2009   |
| „Тилт“                                          | Гого             | 2011   |
| „Аве“                                           | Камен            | 2011   |
| „Джулай“                                        | Кирчо            | 2012   |
| „Отчуждение“                                    |                  | 2013   |
| „Съдилището“                                    | Васко            | 2014   |
| „Аз съм ти“                                     | Боян             | 2014   |
| „Жената от фара“                                |                  | 2014   |
| „Прелюбодеяние“                                 | Виктор           | 2014   |
| „Прокурорът, защитникът, бащата и неговият син“ | Деян – Миро      | 2015   |
| „Септември в Шираз“                             |                  | 2015   |
| „Как да надебелеем здравословно“                | Константин       | 2015   |
| „Каръци“                                        | Коко             | 2015   |
| „1968“                                          |                  | 2015   |
| „Сняг“                                          | Марти            | 2015   |
| „Лъжесвидетел“                                  |                  | 2015   |
| „Спомен за страха“                              | Режисьорът       | 2016   |
| „Радиограмофон“                                 | Карим            | 2017   |
| „В кръг“                                        | Лазар            | 2019   |
| „Войната на буквите“ (сериал)                   | Илия             | 2023   |

## Драматургия
- „Малкия Пучи“ – монодрама
- „Тъпа пиеса“ – абсурд в три действия
- „Колега“ (в съавторство с Петко Венелинов)
- One – късометражен игрален сценарий
- Turbo – късометражен игрален сценарий[5]
- Harlem shake

## Награди
- През 2010 г. е номиниран за Икар в категория „дебют“ в ролята на Михаил в „Пухеният“.[2][3]
- „Златна роза“ (2010) за поддържаща мъжка роля за филмите „Източни пиеси“ и „Тилт“[2]
- Награда на Съюза на българските филмови дейци (2010) за поддържаща мъжка роля за филма „Тилт“
- Награда на Съюза на българските филмови дейци (2011) за главна мъжка роля за филма „Аве“
- Tashkend IFF (2012) – Golden Guepard за най-добър актьор за филма „Аве“[5]